# Stenocercus squarrosus
Stenocercus squarrosus là một loài thằn lằn trong họ Tropiduridae. Loài này được Nogueira & Rodrigues mô tả khoa học đầu tiên năm 2006.